# Берс, Елизавета Андреевна
Елизавета Андреевна Берс (27 июля 1843 — 16 ноября 1919) — свояченица писателя Льва Толстого, старшая сестра его супруги Софьи Толстой.

## Биография
Елизавета Андреевна Берс родилась 27 июля 1843 года в семье врача Московской дворцовой конторы действительного статского советника Андрея Евстафьевича Берса (1808—1868) и его супруги Любови Александровны Иславиной (1826—1886). Росла спокойной и разумной девушкой, была хорошо образованна. Современники вспоминали, что она разбиралась в музыке и литературе, за что сестры дразнили её «профессоршей». Обладала спокойный характером, была красива и изящна.
В юности в дом её отца часто приезжал молодой граф Лев Николаевич Толстой, которого все считали женихом Елизаветы. Однако писатель выбрал в жены её младшую сестру Софью. Елизавета была обижена и на Толстого, и на сестру.
Первым мужем Елизаветы Берс стал флигель-адъютант Гавриил Емельянович Павленков (1824—1892). Вскоре она с ним развелась и вышла замуж за своего кузена. Её мужем стал полковник, музыкант, участник освободительного похода в Турцию Александр Александрович Берс (1844—1921).
В браке родила дочь Елизавету (1884—1947). Муж Елизаветы — Владимир Николаевич Мясоедов. В 1925 году благодаря тому, что ее супруг с 1917 года жил во Франции, Е.А.Мясоедовой удалось выехать из Советской России вместе с младшей дочерью Ольгой, получив паспорт «на лечение». Похоронена на кладбище в Медоне под Парижем.
Дети Елизаветы Александровны Мясоедовой:
- Марина (1904—1938; расстреляна во Владимирской тюрьме как ЧСИР). Супруг — Смагин Василий Васильевич.
- Александра (1906—1916)
- Кира (1909—1919)
- Ольга (1914—2008), художник-прикладник. Супруг — Александр Александрович Икскуль фон Гильденбанд.   В 2010 году по завещанию Ольги Владимировны Икскуль фон Гиндельбанд браслет, подаренный Львом Николаевичем Толстым племяннице своей жены Елизавете Берс (в семье ее звали Веточка), был передан в музей Льва Толстого в Ясной Поляне[3].

Елизавета Андреевна Берс умерла 16 ноября 1919 года, спустя две недели после смерти её сестры Софьи Андреевны Толстой.

## В литературе
Елизавета Андреевна Берс послужила прототипом Веры, старшей сестры Ростовых, в романе «Война и мир». В черновиках романа этот персонаж носит имя «Лиза».